# Poona Piagapo
Poona Piagapo è una municipalità di quinta classe delle Filippine, situata nella Provincia di Lanao del Norte, nella Regione del Mindanao Settentrionale.
Poona Piagapo è formata da 26 baranggay:
- Alowin
- Bubong-Dinaig
- Cabasaran
- Cadayonan
- Caromatan
- Daramba
- Dinaig
- Kablangan
- Linindingan
- Lumbatan
- Lupitan
- Madamba
- Madaya

- Maliwanag
- Nunang
- Nunungan
- Pantao Raya
- Pantaon
- Pendolonan
- Pened
- Piangamangaan
- Poblacion (Lumbacaingud)
- Sulo
- Tagoranao
- Tangclao
- Timbangalan